# Parsberg
Parsberg  est une ville de Bavière (Allemagne), située dans l'arrondissement de Neumarkt in der Oberpfalz, dans le district du Haut-Palatinat (en allemand, Oberpfalz).

## Histoire
Le premier document mentionnant Parsberg sous le nom de Castrum Bartesperch, date de 1205. Le château fort appartient aux seigneurs bavarois de Parsberg jusqu'en 1734 puis passe sous la domination des Comtes de Schönborn.

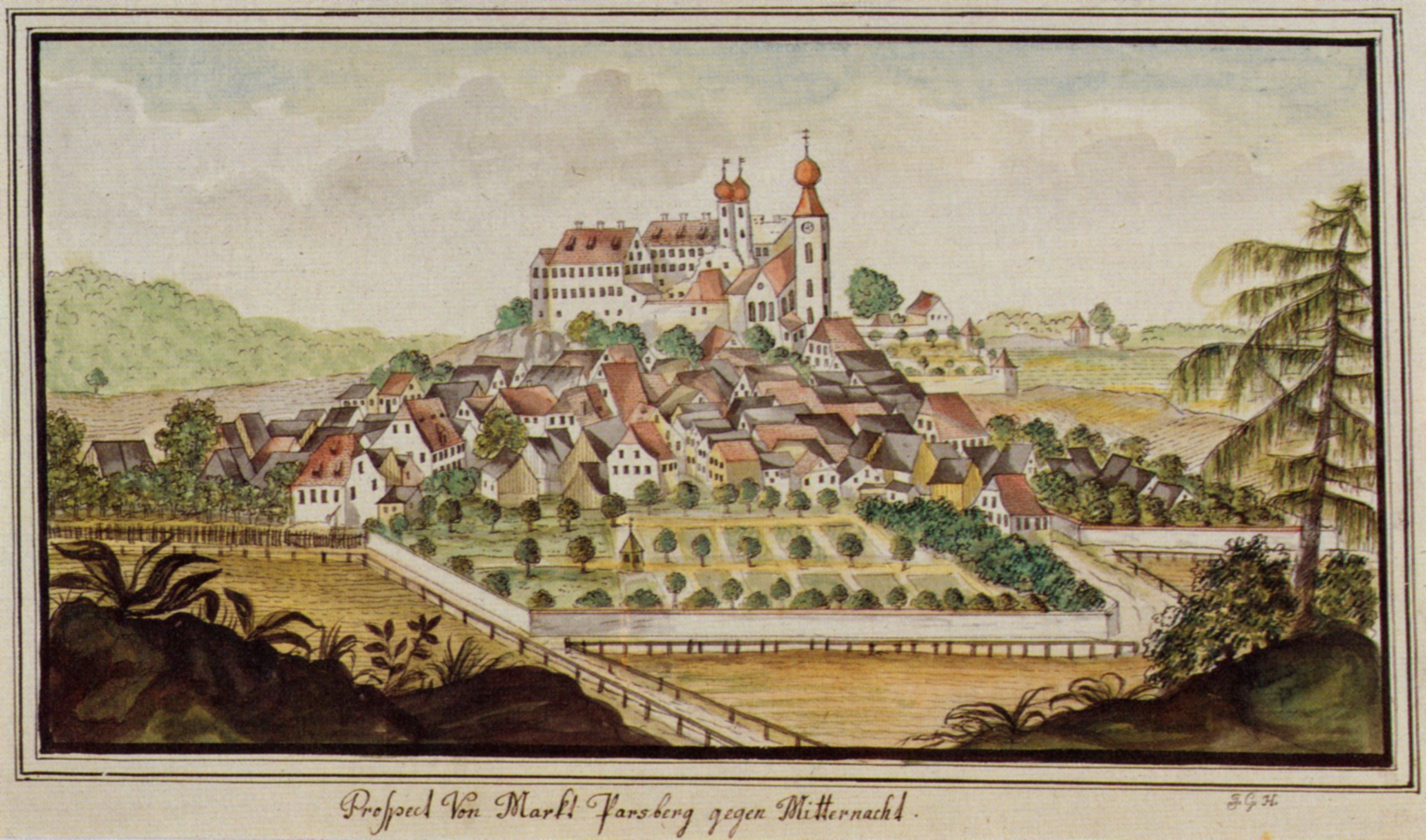
Parsberg in der Oberpfalz - dessin colorisé de Johann Georg Hämmerl der Jüngere (1770-1838) - 1801

En 1872, la création d'un chemin de fer permet l'essor économique du marché de Parsberg, le début d'une industrialisation et un accroissement démographique. Parsberg compte alors un peu plus de 3 154 habitants.
En 1952, Parsberg obtient le statut de ville. Les municipalités voisines autonomes jusque là, sont rattachées à la ville de Parsberg : Rudenshofen et Darshofen en 1971 ; Herrnried, Willenhofen, Ronsolden et See en 1972 ; Hörmannsdorf et Degerndorf en 1978.
De 1978 à 2001, la ville de Parsberg et le bourg de Lupburg forment une communauté administrative. Mais depuis 2002, les deux communes sont gérées à nouveau indépendamment.
En 2019, la ville de Parsberg compte 7 213 habitants.

## Quartiers
Parsberg est subdivisé en 34 quartiers :
| - Badelhütte - Bienmühle - Bogenmühle - Breitenthal - Christlmühle - Darshofen - Eglwang - Eichensee - Geigerhaid | - Hackenhofen - Haid - Hammermühle - Herrnried - Holzheim - Hörmannsdorf - Katzenfels - Kellerhof - Kerschhofen | - Klapfenberg - Kripfling - Kühnhausen - Lohhof - Mannsdorf - Neuhaid - Oedenthurn - Parsberg - Polstermühle | - Rosenthal - Rudenshofen - Rudolfshöhe - Steinmühle - Weiherstetten - Willenhofen - Wolfsquiga |

## Culture

### Musées
Le musée du château de Parsberg présente des collections sur le folklore et l'histoire locale, issues de la fusion des collections de deux enseignants et collectionneurs décédés (Spörer, de Hohenburg et Singer, de Parsberg). En 2007, le musée s'enrichit d'une section d'histoire contemporaine qui illustre la période entre l'ère Bismarck et la fin de la Seconde Guerre mondiale, en mettant en valeur les aspects régionaux et nationaux.

### Patrimoine

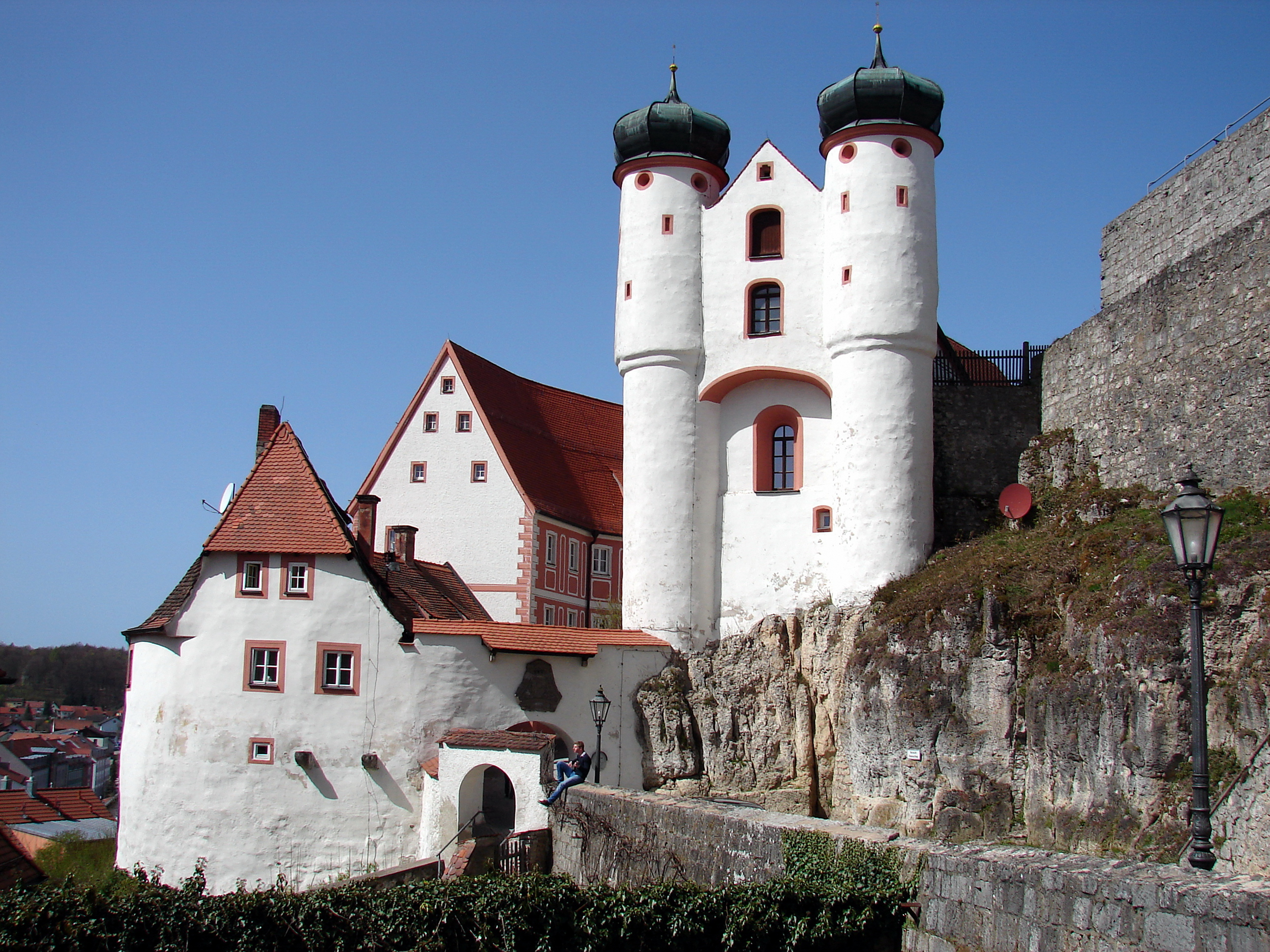
Le château de Parsberg qui domine la ville
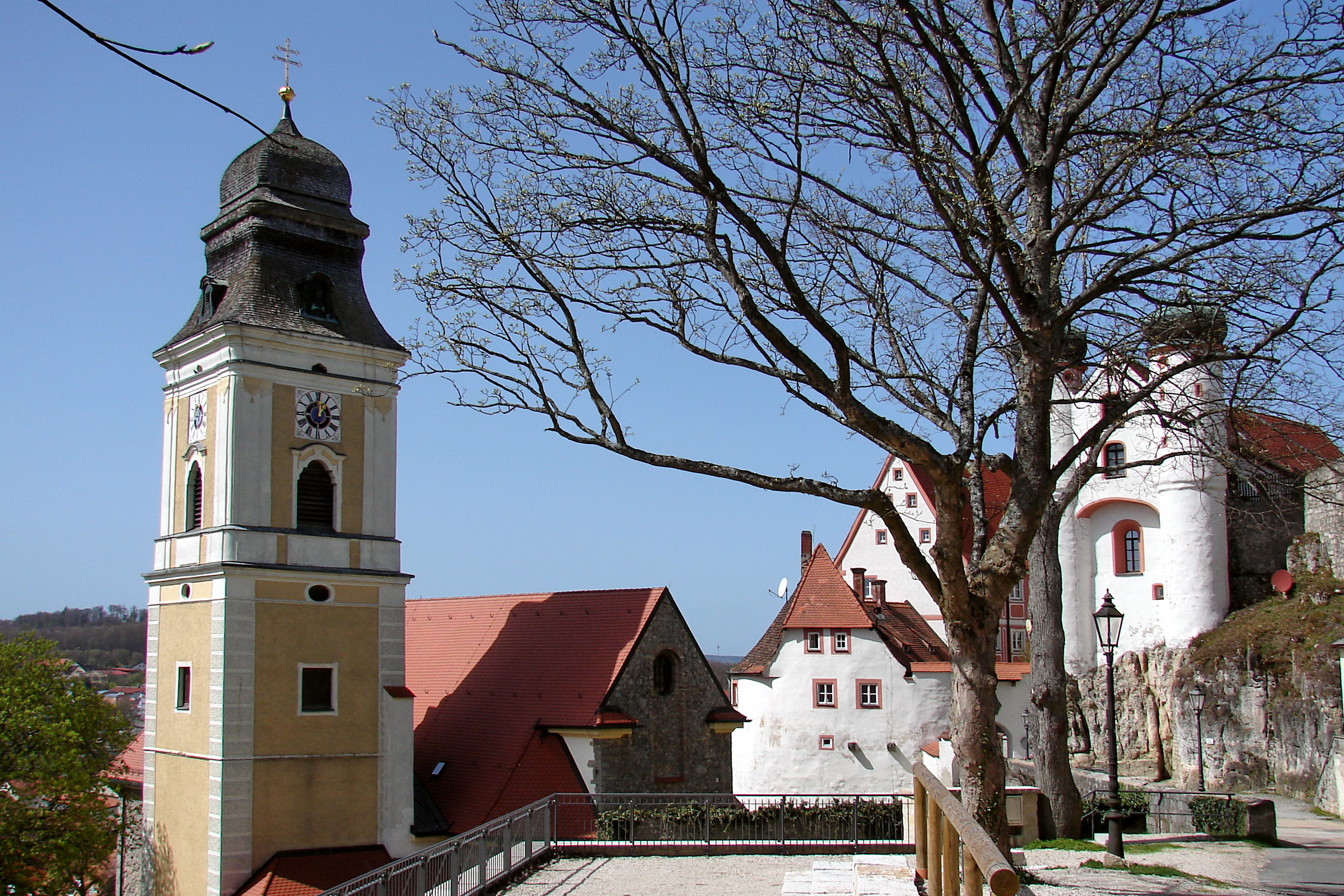
L'église catholique St. Andreas près du château de Parsberg
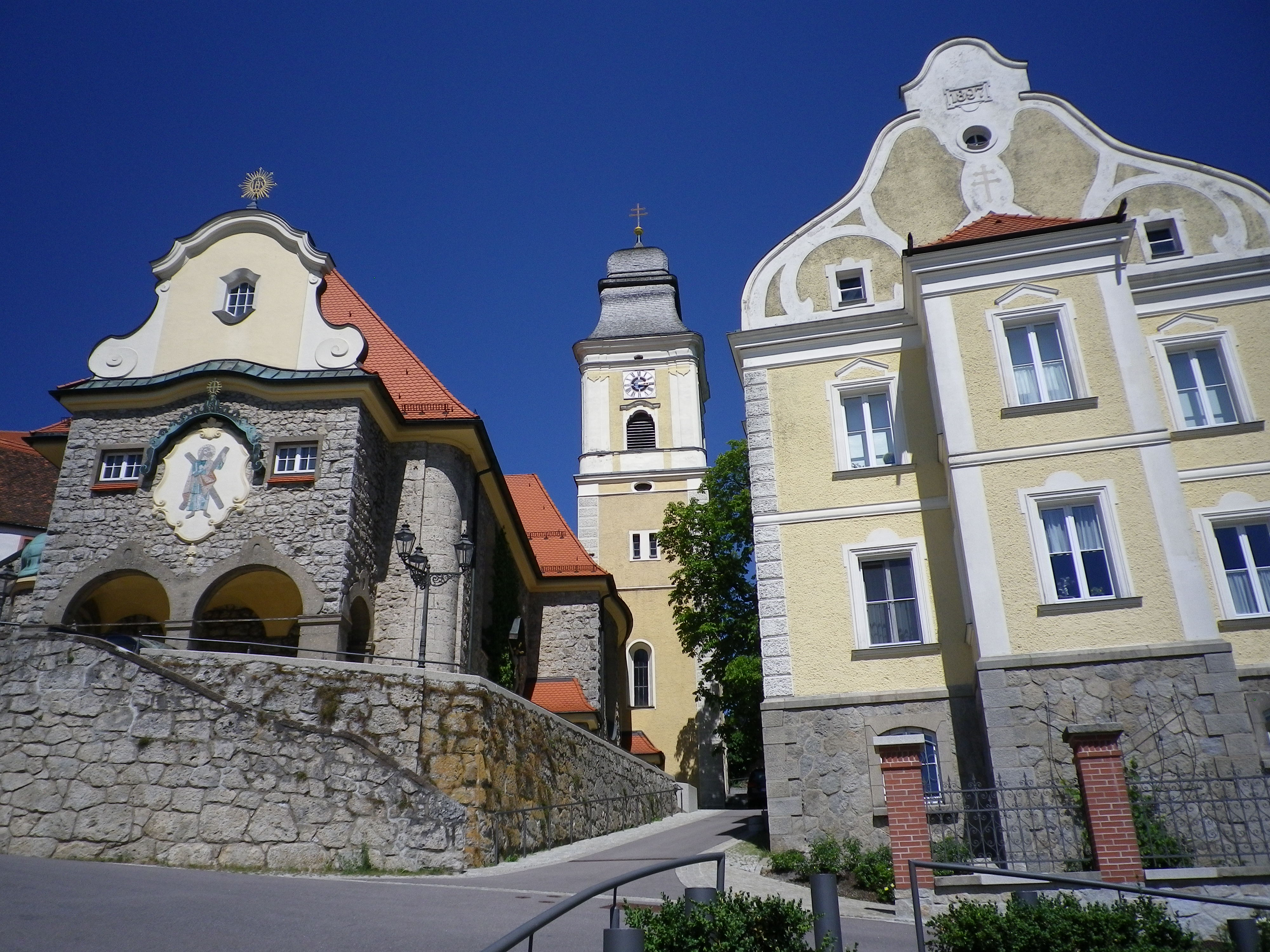
L'église St Andreas et son presbytère

## Environnement

### Zones naturelles protégées
À Parsberg, 311 hectares sont classés en zone de conservation du paysage. En outre, les limites de la ville englobent certaines parties du site Natura 2000 de la rivière Schwarze Laber, d’une superficie de 1 159 hectares.

## Sports et loisirs
- Piscine extérieure à vagues à "Jura-Mare"
- Piscine couverte
- Six gymnases
- Skate park
- Maison des jeunes

## Héraldique

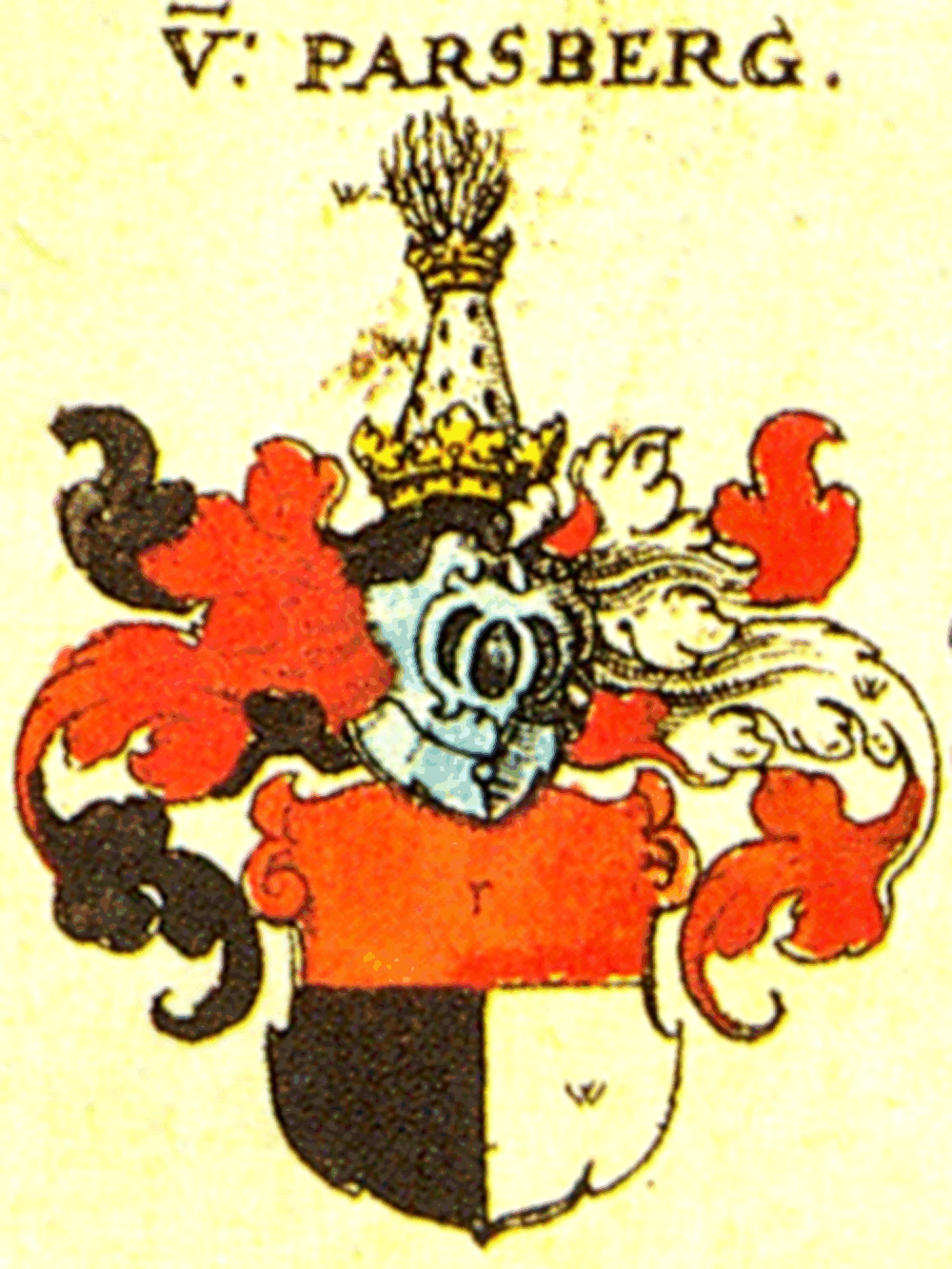
Armoiries de la famille de Parsberg en 1605

Le blason actuel de la ville de Parsberg est constitué d'une partie haute couleur rouge (gueules) et d'une partie basse séparée en deux, à gauche couleur noire (sable) et à droite argent. Il est inspiré des armoiries de l'ancienne famille noble bavaroise des Parsberg.

## Personnalités liées à la ville
- Konstantin Hierl (1875-1955), homme politique né à Parsberg
- Peter Winzen (1943-), historien né à Parsberg
- Josef Rödl (1949-), réalisateur né à Darshofen

## Jumelages
- France : Vic-le-Comte, Auvergne-Rhône-Alpes, depuis 1987[3].
- Appariement entre le Gymnasium Parsberg et le lycée Evariste de Parny à Saint-Paul, île de La Réunion, depuis 2010[4].